# Piet van den Heuvel (kunstenaar)
Piet van den Heuvel (Gouda, 17 maart 1935 – Den Haag, 10 juni 2004) was een Haagse kunstenaar. Hij was getrouwd met Thea Gerard, eveneens een kunstenares uit Den Haag.
Hij bezocht de Haagse academie en genoot vooral bekendheid als graffiti-kunstenaar waarbij hij onder de naam Napaku werkte. Deze naam bracht hij door de hele stad op de vreemdste plaatsen aan.
Naast graffiti maakte Piet van den Heuvel ook tekeningen, collages, vliegtuigen en schilderijen. Terwijl hij stond te schilderen overleed hij op Hemelvaartsdag 2004 op 69-jarige leeftijd aan een hartstilstand.